# Банглапедия
Банглапедия или Национальная энциклопедия Бангладеш — первая бангладешская энциклопедия. Банглапедия издана на бумаге, поставляется на CD-ROM и через Интернет. Банглапедия написана на двух языках — бенгали и английском. Печатная версия занимает 14 томов по 500 страниц. Первое издание вышло в январе 2003 года в Азиатском обществе Бангладеш. Планируется обновлять Банглапедию каждые два года.
Банглапедия охватывает только тематику, непосредственно связанную с Бангладеш. При этом к Бангладеш относятся исторические территории восточной Индии — Суба Бангла, Шахи Бангалах, Мугал Суба Бангла, Бенгальское президентство, Бенгалия, Восточная Бенгалия, Восточный Пакистан.
Главный редактор Банглапедии — Сираджул Ислам. Над статьями работает около 1200 авторов и специалистов. Банглапедия включает более 5700 статей по шести категориям, более 2000 иллюстраций и 2100 ссылок.
Проект создан при поддержке правительства страны, частных организаций и академических институтов, а также ЮНЕСКО.

## Содержание
Банглапедия включает более 5700 статей по шести категориям: искусство и гуманитарные знания, история и наследие, государство и правительство, общество и экономика, естественные науки и биологические науки. Каждый раздел проверяется экспертами.
Статьи посвящены, в частности, природе и развитию дельты Ганга в Бенгалии, заселению и эволюции Бенгалии, историю царств и завоеваний, династии и правительства, религии и культуре, искусству, архитектуре, этнографии.

## Критика
Острополитические и исторические вопросы в Банглапедии оспариваются, Банглапедию иногда обвиняют в политизированности и ангажированности и в неаккуратном изложении тематики, связанной с малыми народами. Редакция работает над замечаниями и пытается исправить следующие издания.